# Symfonie č. 6 (Martinů)
Symfonie č. 6. známá pod názvem Symfonické fantazie či Fantaisies symphoniques, H. 343, z roku 1953 patří k vrcholným dílům Bohuslava Martinů (1890–1959). Jedná se o jeho poslední symfonii. Sám však zdůrazňoval, že jde spíše o fantazie nežli o symfonii v klasickém slova smyslu. Premiéra proběhla 7. ledna 1955 v Bostonu pod vedením Charlese Muncha. Martinů byl později oceněn Sdružením kritiků v New Yorku za nejlepší orchestrální skladbu roku 1955.

## Okolnosti vzniku
VI. symfonie vznikala v letech 1951–1953. Vstupní větu začal Martinů skládat již v Americe během svého posledního roku na Princetonu. Kvůli komponování dalších děl – Pastorely, Serenáda, Čím lidé žijí, Ženitba, Rhapsody-Concerto, atd. – Martinů upozadil Symfonické fantazie a vrátil se k nim až za dva roky, kdy pobýval v New Yorku. Následně odjel do Paříže, kde za tři týdny celé dílo 26. 5. 1953 dokončil. Rozhodl se jej přejmenovat ze Symphony na Fantaisies symphoniques. Vše vzniklo díky myšlence Martinů, složit skladbu pro svého přítele dirigenta Charlese Muncha, což dokládá jeho dopis: „Existuje jen jeden důvod pro toto dílo, který je jasný a pro mne jistý. Přál jsem si napsat něco pro Ch. Muncha. Silně na mne působí a mám rád jeho spontánní přístup k hudbě, v němž hudba volně nabývá svůj tvar a plyne svobodně sledujíc svůj pohyb. Téměř nevnímatelné zvlnění nebo zrychlení dává melodii náhle život. Tak ve mne vznikla myšlenka složit pro něho symfonii, kterou jsem chtěl nazvat fantastickou…“ . Martinů v té době velmi tesknil po domově, a tak se pro něj komponování mimo jiné stalo formou terapie, kterou se snažil vyrovnat s nelehkou životní situací.

## Analytické poznámky
Symfonické fantazie se skládají ze tří vět: 1. Lento, Allegro; 2. Poco allegro; 3. Lento. Hned v úvodní části těží ze čtyř tónového motivu s půltónovými postupy, které vytváří tajemnou atmosféru a představují svět přeludů. Zároveň obsahuje i lyrickou složku, která působí oproti té tajemné jako kladný protipól. Dílo se stalo zlomovým, jelikož přesahuje rámec symfonie. „Nápadný je tu odklon od sonátové formy, jejíž paradigma je v podstatě opuštěno, avšak bez ztráty vnitřní myšlenkové dynamiky, srázných konfliktů či pevných stavebných obrysů.“ Jedná se o neoimpresionistickou stránku Martinů projevu – při virtuózních zvukových nuancích si udržuje nejvyšší výrazovou intenzitu. Tematický materiál VI. symfonie je skrytě spojen s III. symfonií, díky citátu z Dvořákova Requiem. Teoreticky by VI. symfonie mohla navazovat tam, kde III. symfonie končí. Dílo prostupuje bohatá polyfonní technika. Martinů vytváří pozoruhodné barevné odstíny a jejich kombinace, zejména pak u dechových nástrojů.
V první větě se představují především flétny jako dramatický živel. Hlavní téma je různě transformováno. Čtyřtónový základ z úvodní části je variován, čímž Martinů dosahuje monotematického soustředění, ke kterému směřoval vývoj jeho symfonismu. Druhá věta ukazuje na proměnlivost nálad. Nově se objevuje prvek odklánějící se od tradice – tzv. „cluster“ (klastr) – tónový shluk vymykající se pravidlům tradiční harmonie a melodiky. Skladatel využívá orchestrální barevnosti podobně jako impresionisté, jejichž poslechem byl Martinů ovlivněn (zejména Debussy a Ravel). Hlavním tématem je vypjatá violová melodie a jako kontrast prvek z předcházející části. Vrcholem gradačního vzestupu je Juliettin spoj, který zazní celkem třikrát za sebou. Ve třetí větě se objevují jisté podobnosti s díly Josefa Suka, ke kterému měl Martinů blízký vztah. Shodu nacházíme především v kompozičních detailech, např. provázení melodie paralelními souzvuky, polyfonie aj. Hlavní téma lze slyšet ve violoncellovém partu, kdy základ tématu tvoří čtyřtónová myšlenka první věty. Zároveň se zde objevuje citát z Requiem Antonína Dvořáka – čtyřtónový motiv (f-ges-e-f), jenž je různě variován. Inspiroval i Josefa Suka, který jej citoval v díle Asrael. Velmi nápadně působí prolínání „přeludové“ složky s lyrickými prvky, ve kterých se Martinů navrací k myšlenkám na český domov a dětství. Dílo vyúsťuje filozofickým vyrovnáním – nejprve je symfonie plná přeludů, fantastických obrazů, avšak postupně se realita proměňuje ve vzdálený svět iluzí, až na závěr končí pokornou katarzí.

## Premiéry a recepce
Martinů čekal na premiéru s velkým očekáváním. K její realizaci došlo až dva roky po vzniku velkolepého díla. Symfonické fantazie byly poprvé provedeny při příležitosti oslav 75. výročí bostonského symfonického orchestru 7. ledna 1955. Zároveň byl koncert věnován památce Sergeje a Natálie Kusevických. Newyorská premiéra se konala 13. ledna 1955, pod taktovkou Charlese Muncha v provedení bostonské filharmonie. I když se jednalo o dílo poslechově náročné, dokázali v něm američtí kritici odhalit skladatelovy české kořeny. Londýnská filharmonie pod vedením Viléma Tauskéhose rozhodla kompletně nastudovat všech šest symfonií k poctě blížících se skladatelových pětašedesátých narozenin. Sám Martinů neslyšel Symfonické fantazie až do ledna 1956. Do té doby se o nich a jejích triumfálních úspěších pouze dočítal v novinách. Pražská premiéra se uskutečnila 8. února 1956. Tehdy hrála Česká filharmonie pod taktovkou Karla Ančerla.

## Baletní provedení
V říjnu 1963 se uskutečnilo první baletní provedení části Symfonických fantazií v královské opeře v Stockholmu. Jednalo se o balet Ozvěny trubek, napsaný na motivy první věty symfonie. O choreografii se postaral Anthony Tudor. Libreto představovalo tragédii Lidic, která však nemá se symfonií nic společného. Roku 1967 se v Německé opeře v Berlíně uskutečnil další balet Anastasia, pod vedením londýnského choreografa Kennetha Mac Millana, který velmi dobře pochopil podstatu díla Martinů. Postupně rozšířil svůj balet na celovečerní představení o třech jednáních za doprovodu hudby ze Symfonických fantazií a z I. a II. symfonie P. I. Čajkovského. Premiéra se konala v londýnské Royal Covent Garden roku 1971.

## Významné nahrávky
K prvnímu nahrání Symfonických fantazií na gramofonovou desku (RCA Gold Seal) došlo v dubnu 1956 v podání Charlese Muncha a bostonského symfonického orchestru. Rok 1960 přinesl českému dirigentu Karlu Ančerlovi prestižní ocenění Grand Prix du Dusque de l’Academie Charles Crodd za nahrávku Symfonických fantazií Českou filharmonií. V letech 1976–1978 bylo zaznamenáno všech šest Martinů symfonií v podání České filharmonie, kterou řídil významný český dirigent Václav Neumann. Všechny koncerty se uskutečnily ve Dvořákově síni v pražském Rudolfinu a jejich záznam vydal Supraphon v roce 1980 na 4 gramofonových deskách. Další kompletní vydání vyšlo v roce 2008 v podobě souboru tří CD v podání symfonického orchestru Českého rozhlasu pod vedením dirigenta Vladimíra Válka. Také Institut Bohuslava Martinů Zlín přispěl svým novým CD z roku 2015, obsahující mimo jiné nahrávku Martinů Symfonických fantazií.